# Conspiració a Red Rock West
Conspiració a Red Rock West (títol original: Red Rock West) és una pel·lícula de suspens estatunidenca dirigida per John Dahl, estrenada el 1993. Ha estat doblada al català. El film, escrit per Dahl i el seu germà Rick, va ser rodat a Montana i Willcox, Arizona. La pel·lícula es va presentar al prestigiós Festival de Cinema de Toronto, però es va considerar un producte per la TV de cable i per la seva distribució en vídeo per la Columbia Tri-Star, que tenia el drets a Nord-amèrica. Quan Bill Banning, el propietari d'un cinema de San Francisco i un gran admirador de la pel·lícula, prepara una emissió a sales, la pel·lícula va guanyar un "buzz" i es va distribuir als EUA com un film artístic.

## Argument
Michael ha marxat a buscar fortuna a Wyoming, i es troba al bar d'un llogarret, Red Rock. Wayne, el propietari, li ofereix 5.000 dòlars per matar la seva dona, Suzanne, que el pren per l'assassí professional que esperava. Michael s'embutxaca els diners i previndrà Suzanne del perill que l'amenaça. Aquesta li ofereix 10.000 dòlars per a abatre el seu marit.

## Repartiment
- Nicolas Cage: Michael Williams
- Dennis Hopper: Lyle
- Craig Reay: Jim
- Vance Johnson: M. Johnson
- Robert Apel: Howard
- Bobby Joe McFadden: Vell
- J.T. Walsh: Wayne Brown/Kevin McCord
- Lara Flynn Boyle: Suzanne Brown/Ann McCord
- Dale Gibson: Kurt
- Timothy Carhart: Ajudant Matt Greytack
- Dan Shor: Ajudant Russ Bowman

## Premis i nominacions

### Nominacions
- 1995: nominació al Saturn Award a la millor pel·lícula d'acció
- 1995: 2 nominacions a l'Independent Spirit Award